# مز (بلژیک)
شهر مز (به فرانسوی: Meise) در ناحیه اداری ال-ویلوورد  در استان فلومیش بربان  در منطقه فلاندری در کشور بلژیک واقع شده‌است.

## نگارخانه

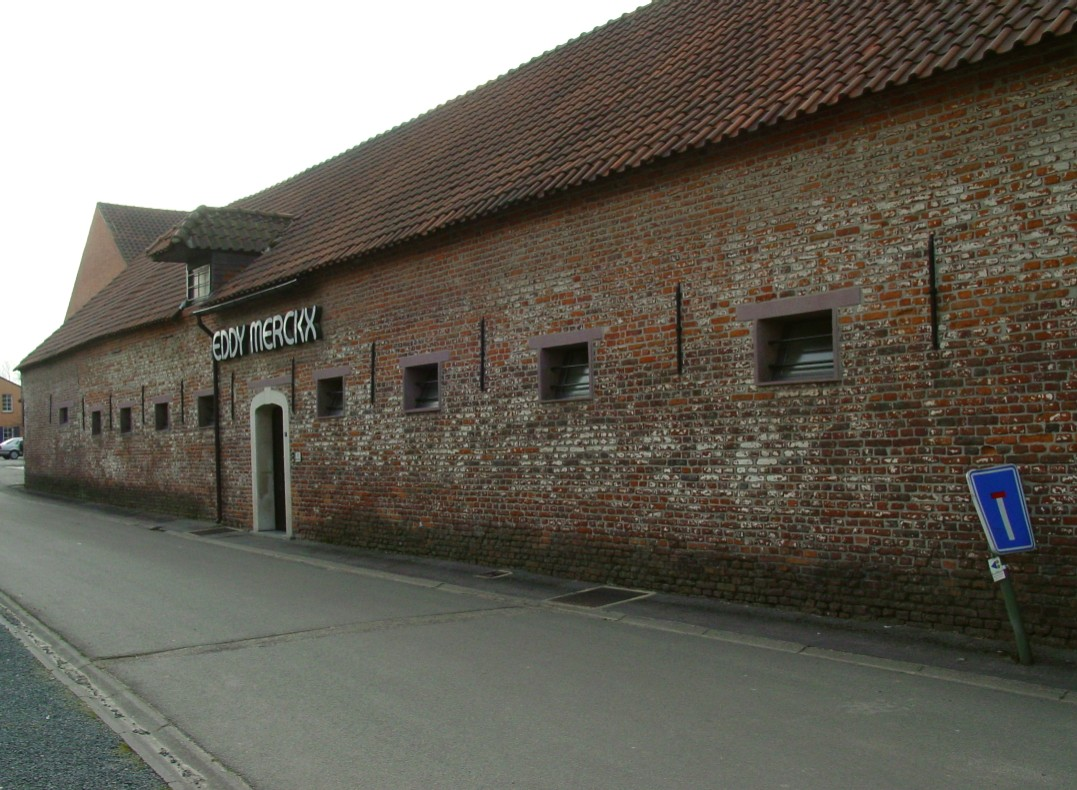
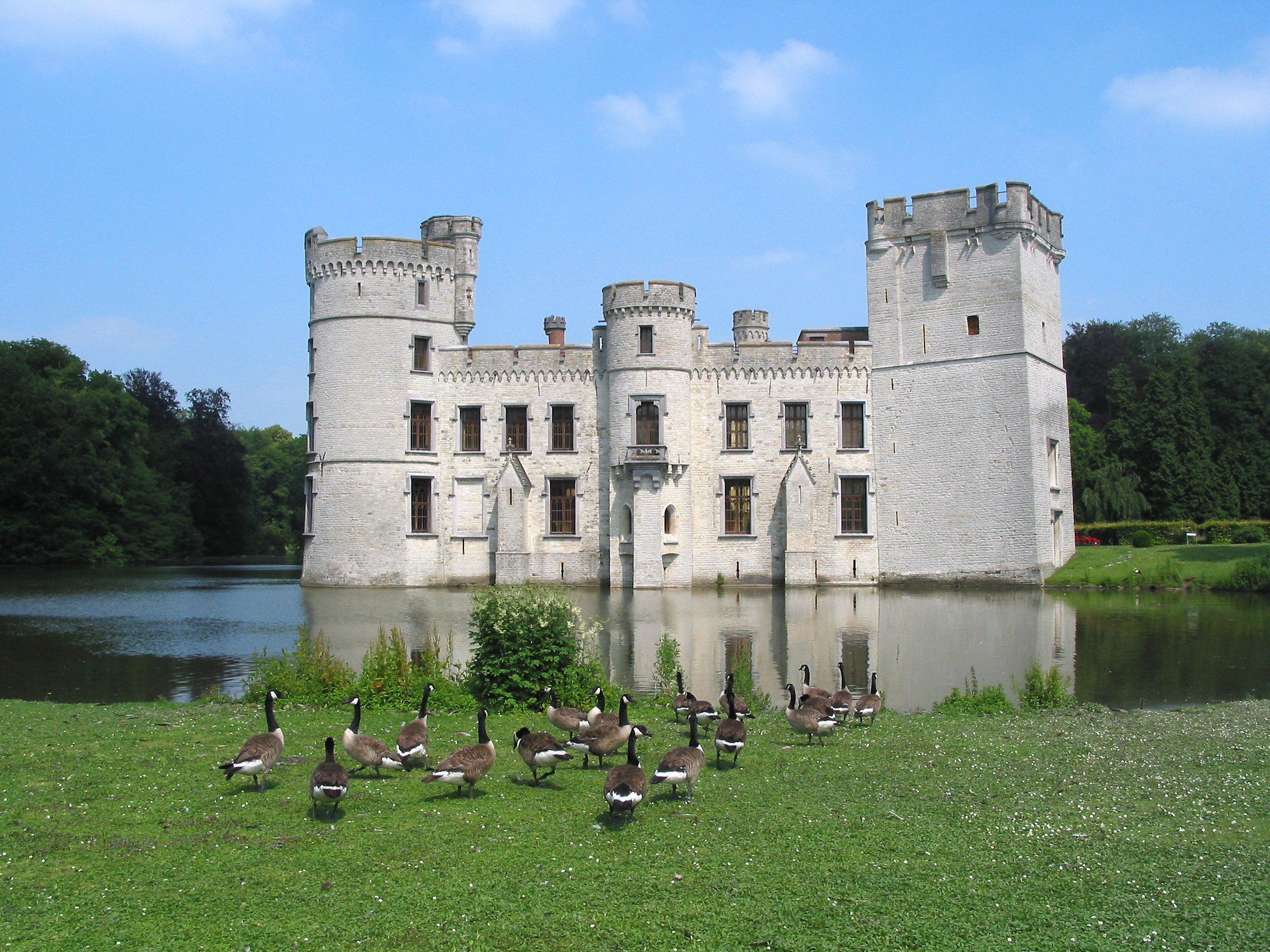